# Jacked : La Guerre des gangs
Jacked : La Guerre des gangs (Jacked) est un jeu vidéo de course, développé par Sproing Interactive Media, sorti sur Windows, PlayStation 2, Xbox, GameCube en 2006.

## Système de jeu
Jacked : La Guerre des gangs est un jeu de course moto qui se distingue par les batailles qui se déroulent en même temps que les compétitions. Le principe du jeu réside non seulement dans le fait de gagner des courses mais également dans celui de voler les motos de vos adversaires.
Il existe sept différents modes de jeu :
- Course : le but est d'arriver le premier sur la ligne d'arrivée
- Jack it : le but est de faire tomber un maximum de concurrents.
- Contre la montre : le but est de faire un tour de piste dans un temps impartie.
- Guerre des gangs : le but est de faire un maximum de tours avec le "jeton" qu'il faut dérober à l'adversaire.
- Drop out : à chaque nouveau tour, le dernier concurrent est éliminé.
- Survival : vous devez survivre alors que les autres concurrents vous attaquent.
- Timed Assault : il faut faire tomber les concurrents.

## Accueil
- Jeuxvideo.com : 10/20 (PC)[1] - 9/20 (PS2)[2]